# Dwane Casey
Dwane Casey (* 17. April 1957 in Indianapolis, Indiana) ist ein US-amerikanischer Basketballtrainer, der bei den Detroit Pistons in der National Basketball Association (NBA) unter Vertrag steht.

## Karriere als Trainer
Nach seinem Studium an der University of Kentucky arbeitete Casey zunächst einige Jahre als Assistenzcoach an jener Universität sowie an der Western Kentucky University. Anschließend übernahm er Posten als Cheftrainer in der japanischen Basketballliga.
1994 erhielt Casey schließlich als Assistenzcoach bei den Seattle SuperSonics seine erste Anstellung in der NBA. Mit Seattle erzielte Casey vier Mal die beste Bilanz in der jeweiligen Division. Zudem erreichte das Team in der Saison 1995/96 die Finalserie, welche gegen die von Michael Jordan angeführten Chicago Bulls in sechs Spielen verloren ging. Als Nachfolger von Kevin McHale übernahm Casey zur Saison 2005/06 mit den Minnesota Timberwolves erstmals ein NBA-Team als Headcoach. Diesen Posten verlor er während der Saison 2006/07. Zur Spielzeit 2008/09 heuerte Casey als Assistenzcoach unter Rick Carlisle bei den Dallas Mavericks an. Die Mavs gewannen zunächst in der Saison 2009/10 einen Divisionstitel. In der Saison 2010/11 gewann Casey mit den Mavs den NBA-Titel in sechs Spielen gegen die stark favorisierten Miami Heat um LeBron James.
Daraufhin unterzeichnete Casey einen Vertrag als Headcoach bei den Toronto Raptors. Nach zwei zunächst eher erfolglosen Saisons in Toronto gelang den Raptors in der Saison 2013/14 erstmals nach sechs Jahren wieder der Einzug in die Playoffs. Dabei stellte Toronto einen Klubrekord für die meisten Siege in einer Saison auf und gewannen zudem die Atlantic Division. Mit 49 Siegen wurde dieser Rekord in der Saison 2014/15 erneut um einen Sieg verbessert. In beiden Saisons scheiterten die Raptors allerdings in der ersten Runde der Playoffs. Nach der ersten Saison in der Raptors-Geschichte mit mehr als 50 Siegen (56 Siege, 26 Niederlagen) gelang in der Saison 2015/16 der erstmalige Einzug in die Finals der Eastern Conference. Hier unterlagen die Raptors in sechs Spielen den Cleveland Cavaliers. In den Saisons 2016/17 und 2017/18 gewannen die Raptors erneut jeweils über 50 Spiele. In den Playoffs wurden jeweils die Halbfinals der Eastern Conference erreicht. In beiden Saisons verloren die Raptors allerdings erneut gegen die Cleveland Cavaliers, wobei Toronto jeweils keinen Sieg erringen konnte. 2018 wurde Casey daraufhin, trotz einer erneuten Rekordsaison mit 59 Siegen, von den Raptors entlassen. Casey erhielt nach seiner Entlassung noch die Auszeichnung als NBA Coach of the Year. Der General Manager der Toronto Raptors, Masai Ujiri, entließ damit bereits zum zweiten Mal einen Trainer nach einer Saison, für die dieser als bester Trainer ausgezeichnet wurde (nach George Karl bei den Denver Nuggets). Mit den 320 Siegen, die die Toronto Raptors in den sieben Saisons unter Casey als Headcoach errangen, ist dieser der Trainer mit den meisten Siegen in der Geschichte des Teams.
Zur Saison 2018/19 wurde Casey neuer Headcoach der Detroit Pistons.